# 4264 Karljosephine
4264 Karljosephine è un asteroide della fascia principale. Scoperto nel 1989, presenta un'orbita caratterizzata da un semiasse maggiore pari a 2,4222875 UA e da un'eccentricità di 0,2828529, inclinata di 3,50853° rispetto all'eclittica.
L'asteroide è dedicato a Karl Wilhelm Cwach e Josephine Anna-Maria Cwach, genitori dello scopritore.